# Campeonato Baiano 1923
In 1923 werd het negentiende Campeonato Baiano gespeeld voor voetbalclubs uit de Braziliaanse staat Bahia. De competitie werd gespeeld van 21 april tot 23 december en werd georganiseerd door de FBF. Botafogo werd kampioen. 

## Eindstand
| Plaats | Club             | Wed. | W | G | V | Saldo | Ptn. |
| ------ | ---------------- | ---- | - | - | - | ----- | ---- |
| 1.     | Botafogo         | 12   | 9 | 1 | 2 | 32:11 | 19   |
| 2.     | AAB              | 12   | 9 | 1 | 2 | 23:13 | 19   |
| 3.     | Vitória          | 12   | 5 | 2 | 5 | 15:23 | 12   |
| 4.     | Bahiano de Tênis | 12   | 4 | 2 | 6 | 15:9  | 10   |
| 5.     | Ypiranga         | 12   | 4 | 1 | 7 | 24:18 | 9    |
| 6.     | Auto Bahia       | 12   | 3 | 3 | 6 | 6:17  | 9    |
| 7.     | São Bento        | 12   | 2 | 2 | 8 | 8:32  | 6    |

|  | Finale om de titel |

### Finale
|     | Uitslag |          |
| --- | ------- | -------- |
| AAB | 0-1     | Botafogo |

## Kampioen
| Campeonato Baiano de 1923 |
| ------------------------- |
| BOTAFOGO 3º Titel         |